# أبدانان
أبدانان (بالفارسية: آبدانان) هي مرکز مدينة آبدانان في محافظة إيلام في إيران. مدينة آبدانان هي رابع مدينة من حيث عدد السكان في محافظة إيلام. يقدر عدد سكانها بـ 21,662 نسمة .

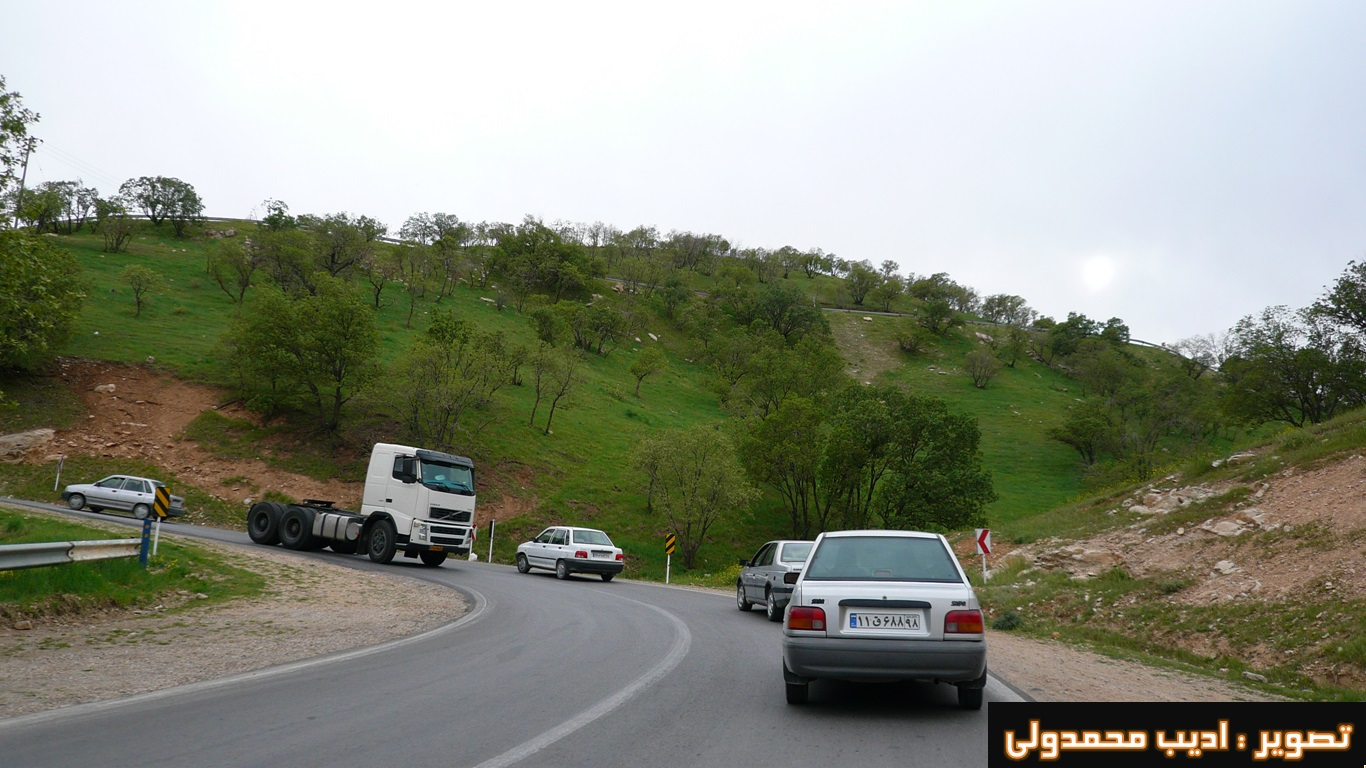
آبدانان

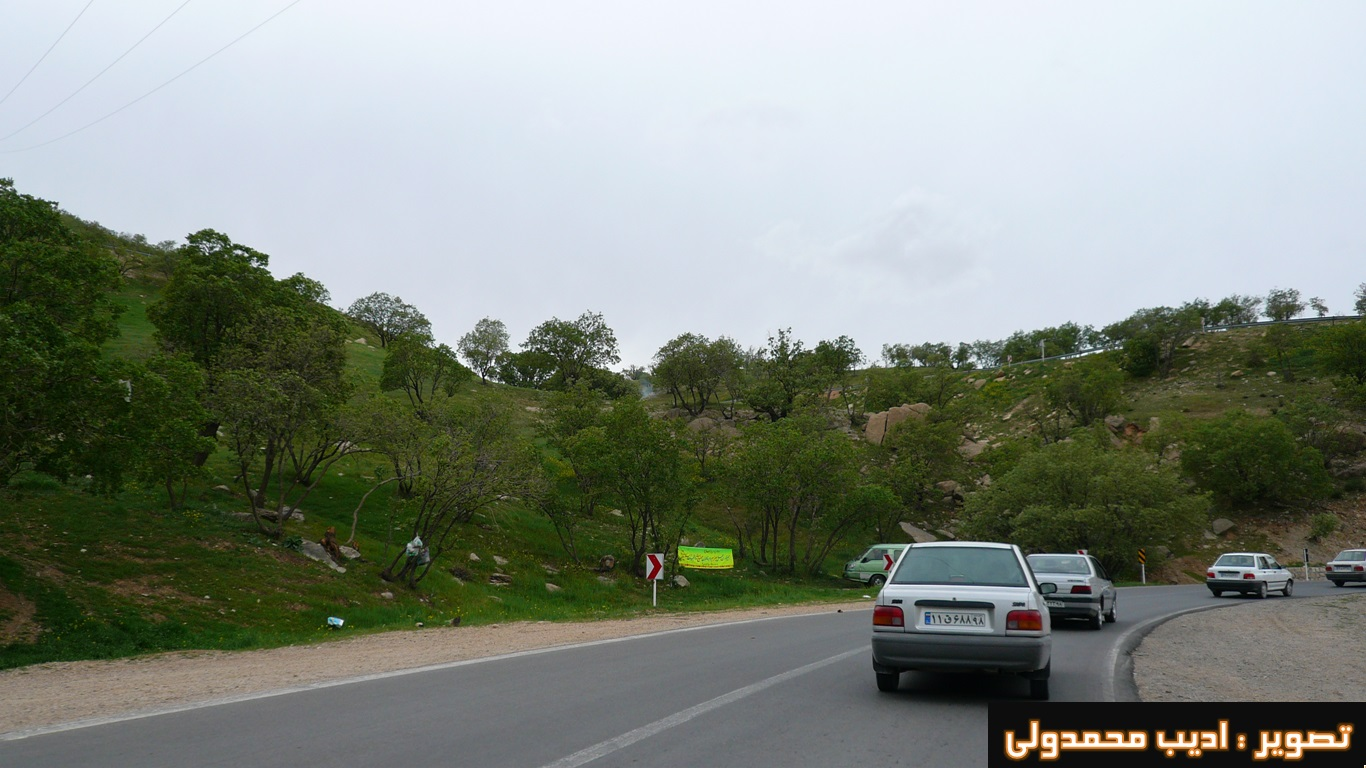
آبدانان

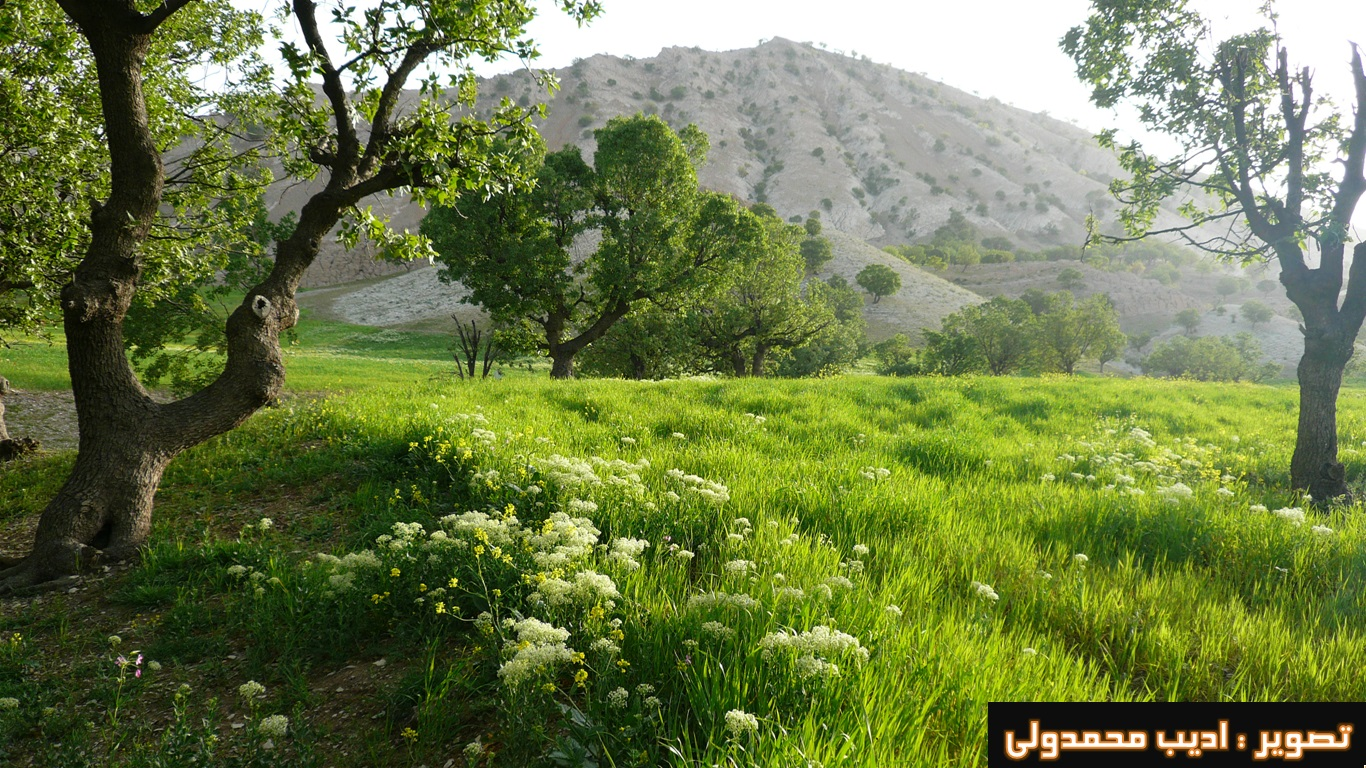
آبدانان

## أعلام
- داريوش رضائي نجاد